# 一色詮範
一色 詮範（いっしき あきのり）は、南北朝時代の武将、守護大名。一色氏6代当主。

## 生涯
興国元年/暦応3年（1340年）頃の生まれとされる。父は一色範光。元服時には室町幕府2代将軍足利義詮より偏諱を受けている。
永徳元年/弘和元年（1381年）、幕府の侍所頭人に任じられ、3年間同職を務める。嘉慶元年/元中4年（1387年）に詮範が佐渡国の守護を務めたことを示す文書が存在する。嘉慶2年/元中5年（1388年）、父・範光の死により家督を継ぎ、若狭国と三河国の守護に補任される。
明徳2年/元中9年（1391年）、山名氏清・満幸が幕府に対して挙兵した明徳の乱で幕府方に与して武功を挙げ、悲願であった若狭国今富名（小浜を中心とした守護領の中核部分であったが、山名氏に奪われていた）を与えられた。また、同年5月までに尾張国知多郡（智多郡）・応永元年（1394年）10月までに同国海東郡の守護職を得た。翌年には子の満範が丹後国の守護に補任された。
応永2年（1395年）、3代将軍足利義満の出家に伴い剃髪し、信将（しんしょう）と号した。応永6年（1399年）に大内義弘が挙兵した応永の乱でも幕府方に属して武功を挙げた。同年8月、若狭守護代の小笠原明鎮を逃散の発生を理由に今富名代官から解任した。ただし、明鎮は若狭・三河守護代は解任されていない。小笠原氏との対立は子の満範の代になって頂点に達する。また、応永11年（1404年）の初頭から数か月間若狭守護が弟の詮光と交替しているとする指摘もあり、詮範の健康問題や小笠原氏との対立が関連するとする推測もあるが、この件に関する史料が少なく不明である。
応永13年（1406年）6月7日、死去。